# Бэйрстоу, Скотт
Скотт Бэйрстоу (англ. Scott Bairstow; род. 23 апреля 1970, Стайнбак, Манитоба, Канада) — бывший канадский актёр, известный по главной роли в сериале «Жестокое царство». Его карьера была прервана с связи с обвинениями в педофилии.

## Биография

### Ранние годы
Скотт Гамильтон Бэйрстоу родился 23 апреля 1970 года в Стайнбаке, провинция Манитоба, Канада. Его родителями были профессиональные музыканты Дуглас и Диана Бэйрстоу. Начал сниматься на местных шоу с 10 лет, а в 17 лет решил переехать в Нью-Йорк, где намеревался построить карьеру актёра.

### Актёрская карьера
Дебютировал на широком экране в 1994 году, сыграв главную роль в приключенческой драме «Белый Клык 2: Легенда о белом волке». В том же году снялся в эпизоде «Чудотворец» популярного сериала «Секретные материалы»; рецензент от Entertainment Weekly похвалил актёрскую игру Скотта в качестве приглашённой звезды. В 1997 сыграл главную роль в фильме «Чёрное братство», который был режиссёрским дебютом Мэттью Карнахана, и в том же году снялся в небольшой роли у Кевина Костнера в «Почтальоне».
С 1999 по 2000 снимался в одной из главных ролей в научно-фантастическом сериале «Жестокое царство», который создал Крис Картер. Также играл роли второго плана в сериалах «Нас пятеро» и «Волчье озеро».

### Брак и развод
В 1994 году женился на Марти Рич (англ. Marty Rich), в браке с которой у него было двое сыновей: Кейси (род. 1995) и Далтон (род. 1998). Супруги развелись в 2000 году.

### Обвинения в педофилии
В мае 2003 года Бэйрстоу был задержан в городе Эверетт, штат Вашингтон, где ему было предъявлено обвинения в изнасиловании 12-летней девочки. Потерпевшая приходилась родственницей Марти Рич, бывшей жены Бэйрстоу. В декабре 2003 года он признал себя виновным по менее серьёзному обвинению — нападению второй степени. Актёр утверждал о своей невиновности, но признал, что он, вероятно, будет осужден присяжными, если дело будет передано в суд. Его приговорили к четырём месяцам тюремного заключения, одному году общественного надзора (англ. community supervision) и требовали пройти обследование на предмет сексуальных отклонений. Ему также было запрещено контактировать с девочкой в течение 10 лет и необходимо оплачивать все необходимые ей консультации у врачей.
После этих событий Бэйрстоу больше не брали сниматься в кино, исключение составил лишь низкобюджетный телефильм «Враги».

## Фильмография
| Год       |    | Русское название                    | Оригинальное название                | Роль                        |
| --------- | -- | ----------------------------------- | ------------------------------------ | --------------------------- |
| 1994      | ф  | Белый Клык 2: Легенда о белом волке | White Fang 2: Myth of the White Wolf | Генри Кейси                 |
| 1994      | с  | Секретные материалы                 | The X-Files                          | Сэмюль Хартли               |
| 1997      | ф  | Чёрное братство                     | Black Circle Boys                    | Кайл Салливан               |
| 1997      | ф  | Дикая Америка                       | Wild America                         | Марти Стаффер-младший       |
| 1997      | ф  | Почтальон                           | The Postman                          | Люк                         |
| 1998—2000 | с  | Нас пятеро                          | Party of Five                        | Нед Грейсон                 |
| 1999—2000 | с  | Жестокое царство                    | Harsh Realm                          | лейтенант Томас «Том» Хоббс |
| 2001—2002 | с  | Волчье озеро                        | Wolf Lake                            | Тайлер Крид                 |
| 2002      | ф  | Бессмертные                         | Tuck Everlasting                     | Майлз Так                   |
| 2002      | с  | Сумеречная зона                     | The Twilight Zone                    | лейтенант Джеффри Фрид      |
| 2003      | ф  | Похититель костей                   | The Bone Snatcher                    | доктор Зак Стрэйкер         |
| 2006      | тф | Враги                               | Android Apocalypse                   | Джут                        |